# Ontolglossum
× Ontolglossum (abreviado Ogs) es un híbrido intergenérico entre los géneros de orquídeas Odontoglossum × Oncidium × Tolumnia. Fue publicado en Sander's List Orchid Hybrids Addendum 2002-2004: xlix (2005).